# 旭光高中性侵案
旭光高中性侵案指中華民國臺灣省南投縣草屯鎮旭光高中一名田姓男學生涉嫌性侵女同學的事件。由於嫌疑人於行為時未成年，南投縣政府及南投縣政府警察局草屯分局依照《兒童及少年福利與權益保障法》要求網路討論民眾避免提及嫌疑人個人資訊，惟因嫌疑人本身與該分局下轄一名警員有親屬關係，遭疑包庇、縱容，造成臺灣社會輿論反應頗大。
据报道，自2019年起嫌疑犯被指控强迫受害者同其进行性行为，且将过程拍摄以威胁与其持续发生性关系两年之久。最终受害人在其家属的陪同下于2020年4月至草屯分局报案，随后警方将本案移送少年法庭調查、审理至今。

## 背景
2018年間，就讀南投縣草屯鎮旭光高級中學一年級田姓男學生，拍下同班女同學在家中為其口交的過程，嗣後以照片要求女學生多次口交。2019年9月10日，網民在Dcard心情板披露〈派出所所長兒子高中欺負性侵同班女學生〉（文章已經撤下）。次年4月，女學生向該高中軍訓教官陳述為該高中一年級男學生所為，該高中即完成通報。女學生隨後也與家長到南投縣警察局草屯分局進行調查程序，學校性平會也通過女學生家長所提調查案。6月，草屯分局將此案移送臺灣南投地方法院少年法庭調查。
2020年9月，网友透過某臉書社團披露，該學生自高一起，强迫同班女同学與其发生性行为，包括性交及口交。事后嫌疑犯还将过程拍照，威胁受害者持续发生性关系。另文章内也指出受害者为弱势家庭，而嫌疑犯父親为南投县警察，涉嫌纵容犯罪。另其声称校方一直对此事充耳不闻，直至高三才将受害者调离别班。

### 草屯警局与教育处声明
随后，南投縣警察局草屯分局公關於社交媒体出面对此回應：
“有關適才某臉書社團陳情PO文部份，事實與否本分局已經調查處理中，如非案件當事人請勿再在網路上以訛傳訛，以免被害人本身受到不必要的傷害。感謝大家的協助！”
草屯分局侦察队副队长施文村也表示已将此事件移送少年法庭調查、審理，之后南投縣政府教育处表示“已開案調查”。

### 校方声明
有網路舆论对南投縣立旭光高中延迟处理的行为表示不满，认为其完全有能力在事件发生后立刻处理，认为其是为了“维护校方名誉”而包庇嫌疑犯的犯罪行为。對此，校方表示，凡在校內涉及性平、霸凌、毒品等情事，校方及老師都有介入處理，該性平調查就依規定開會；而针对指控，校方表示为保护涉案学生隐私将不对此作回应，见于校方於2020年9月10日发表三点声明：
一、學校在知悉事件後，立即依性平法等教育法規定，進行法定校安、行政通報，性平會亦決議受理及組成性平調查小組進行調查，並依調查建議對學生做出處分，對於雙方當事人皆進行輔導，並依性別平等教育法做相關保護措施。
二、本校感謝各界之關心，並對於發生此不幸事件深感遺憾，有關校園性平事件處理，依法應予保密，冀望各界讓本案回歸法制面和輔導面。

三、本校將持續加強及重視對學生性平教育及法治教育，積極提昇學生情感教育，彼此友愛尊重的觀念及溝通協調能力，期建立友善校園資源與環境。
另校方认为散播照片的行为已涉嫌构成二次伤害，已向警方报案，要求彻查散播照片者。

## 事件發生後的時間序列
- 2020年9月16日

監察院監察委員葉大華、賴鼎銘、張菊芳針對此案展開調查。
- 2020年10月16日

南投縣府發密函給巴哈姆特，主張依《兒童及少年性剝削防制條例》第14條、《性侵害犯罪防治法》第13條，要求刪除田姓少年相關文章，計24篇。巴哈姆特站務人員表示「連行公文來巴哈都用密件，是有多怕？（攤手）」。
- 2020年10月20日

巴哈姆特第一次回函。
- 2020年10月22日

南投縣政府社會處及勞動處發函要求各網路公司移除留言以及文章，此舉引起網友熱議。
南投縣政府發函要求PTT站方刪文。
- 2020年11月24日

南投縣府第二次去函給巴哈姆特，感謝配合移除違法貼文，並代為宣導兒少法相關規定。
- 2020年12月23日

南投縣府第三次去函給巴哈姆特，主張依《兒童及少年福利與權益保障法》第69條、《少年事件處理法》第83條，要求刪除406篇文章，並要求提供83篇文章作者IP與註冊資料。
- 2021年2月4日

巴哈姆特第二次回函。
- 2021年3月11日

南投縣府第四次去函給巴哈姆特，主張依《兒童及少年福利與權益保障法》第46條第3項、第94條第1項，裁罰六萬元並限期七日內改善。
- 2021年3月16日

批踢踢站方刪除122篇內文具有加害者相關的文章。部份台灣鄉民批評南投縣府的做法，並繼續使用同音字、藏頭詩、示意圖等各種方式，繼續揭露相關訊息。而在批踢踢公告及刪文後，仍持續有台灣網友繼續轉貼新聞，或以相關主題發問和討論，使得此議題仍持續發酵。
- 2021年3月21日

巴哈姆特因未完全刪除與加害者有關之文章遭到南投縣政府開罰6萬元罰鍰，此事在新聞中被披露。南投縣政府主動針對兒少案件的網路相關留言進行裁罰，創下台灣首例。
- 2021年3月22日

巴哈姆特在其網站發表三點聲明，表示並未拒絕刪文，並「在南投縣府第三次來函（2020年12月）時，因疑似違法文章已高達406篇，巴哈姆特基於往年經驗，與南投縣府溝通處理方式，當時網友發文已經出現大量諧音、影射、反串文章，若大量刪文將導致更多的網友非理性討論，亦難以管理，反而無助於保護該員個資，故與承辦人溝通後並未進行單次的大規模刪文，改採人工刪除活躍之違法貼文，並由系統依時間自動清除非活躍貼文等方式進行處理。」
- 2021年3月23日

臉書網紅「Gtokevin小商人靠北幹古股份有限公司」因不滿南投縣政府就此案多次要求PTT、Dcard、巴哈姆特等網路平台刪文，並以《兒童及少年福利與權益保障法》對巴哈姆特開罰6萬元。對此，直接在粉絲專頁公佈少年姓名，並標記南投縣警察局喊話「6萬而已，來！」結果文章一出，短短1小時就有超過1.3萬讚。
- 2021年3月29日

南投縣政府在臉書發表聲明，南投縣政府警察局在事發之後，已經把男性學生的父親職務從派出所所長調任為非主管內勤職務。
- 2021年6月28日

「Gtokevin小商人靠北幹古股份有限公司」在臉書PO出照片，表示已經以嫌犯全名在美國洛杉磯刊登T霸廣告，直接呈現「口交惡徒-XXX」、「六萬是吧，來!!!  #警察局」等字樣，版面上還有漫畫版的一位警察和一個戴眼鏡的青少年，明顯影射嫌犯父子，最後署名「小商人關懷口交惡徒XXX促進協會」。並嗆聲「有種來拆看板」，並揚言要再去大聯盟球場刊登這則廣告，再次引發網友熱議。
事後該臉書貼文遭南投縣政府以違反《兒童及少年福利與權益保障法》要求下架，引來網友力挺小商人，粉專「不禮貌鄉民團」直批：「南投縣政府好大的官威啊！」，並呼籲大家一起關注這件事的後續發展。
- 2021年11月17日

監察院的調查報告完成。在報告中指出，查無學校、警方處理過程涉有權勢介入及吃案，但南投縣政府社會溝通、危機處理應變能力不足，侵害兒少隱私權，促請檢討改進。